# Station Łaznów
Station Łaznów is een spoorwegstation in de Poolse plaats Łaznów.